# 東急多摩川線
東急多摩川線（とうきゅうたまがわせん）は、多摩川駅と蒲田駅とを結ぶ東急電鉄が運営する鉄道路線である。全区間が東京都大田区内に所在する。
路線図や駅ナンバリングで使用される路線カラーは臙脂色、路線記号はTM。

## 概要
かつて目蒲線の一部を形成していた線区である。東横線田園調布駅 - 武蔵小杉駅間の複々線化工事が完成し、2000年9月26日から目黒駅において営団地下鉄（帝都高速度交通営団、現・東京地下鉄）南北線および都営地下鉄三田線（東京都交通局）との相互直通運転を実施するため、目蒲線の路線再編が行われ、同年8月6日に目黒駅 - 武蔵小杉駅間を「目黒線」とし、残った多摩川駅 - 蒲田駅間が分離・区間運転化されて成立したのが本路線である。東横線やかつては同じく目蒲線の一部であった目黒線と線路は繋がっているが直通運転は行われていない。

### 名称について
本路線は、会社の略称「東急」を含めた「東急多摩川線」が届出上の正式名称であり、単に「多摩川線」ではない。これは、名称制定時にすでに都内に存在していた西武多摩川線（こちらは多摩川線が正式名称）との混同を防ぐとともに、同じ読み方である「玉川線」および「新玉川線」という名称がかつて東急に存在していたため、それらと区別するためでもある。ただし、駅の一部案内や池上線蒲田駅の乗り換え案内放送（車内および蒲田駅ホームとも）では単に「多摩川線」と案内されることもあり、車両前面の行先表示器の路線名表示も「多摩川線」と表記される。

### 路線データ
- 路線距離：5.6km
- 軌間：1067mm
- 駅数：7駅（起終点駅含む）
- 複線区間：全線
- 電化区間：全線（直流1500V）
- 閉塞方式：自動閉塞式
- 保安装置：東急型ATS
- 最高速度：80km/h[1]

## 運行形態・設備
東急多摩川線の列車種別は各駅停車のみで、池上線と共通の18m車3両編成で運行される 。基本は多摩川駅 - 蒲田駅間の折り返し運行で途中駅での折り返しはないが、一部に蒲田駅を経由して池上線と直通して五反田行きや、雪が谷大塚行きとなる列車がある。これは東急多摩川線に独自の車両基地がなく、全列車に池上線の雪が谷大塚駅にある雪が谷検車区に所属する車両が用いられているため、車両の入出庫に伴う運用としてのものでもある。ただし、駅掲示の時刻表上はこれらの列車もすべて「蒲田」行きとなっている。
多摩川駅と蒲田駅を除くすべての中間駅において、上下線ホーム、および改札が分離されており、両ホームを連絡する跨線橋、地下通路、踏切等がなく、駅構内でホーム間を往来できないことが特徴である。
ワンマン運転を行っている。転落や車両との接触を防止するため、当線すべての駅のホームにセンサー付固定式ホーム柵、監視モニターが設置されている。また、全駅がバリアフリーに対応している。
多摩川駅に1本、蒲田駅に2本の車両の夜間停泊が行われている。
各駅のホーム自体は18m車両4両編成分の長さがあり、目蒲線時代には奥沢駅に所在した雪が谷検車区奥沢班に配置されていた4両編成で運行されていた。ただし鵜の木駅は、踏切に挟まれホームが3両分のみなので、1両をドアカットしていた。

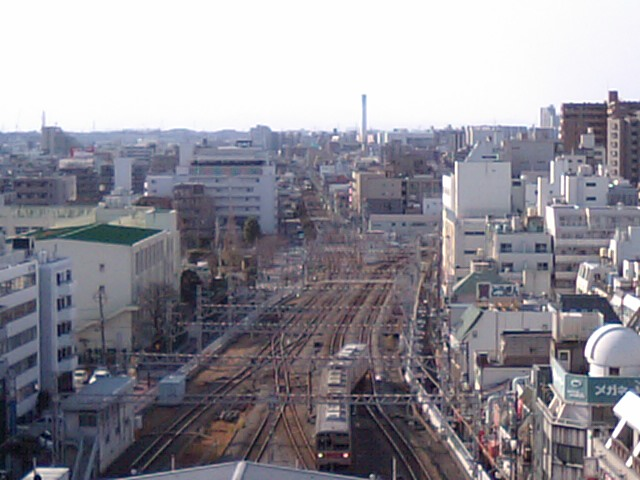
蒲田駅では東急多摩川線（左）と池上線（右）が接続する。東急多摩川線は多摩川に沿って北西に向かう。
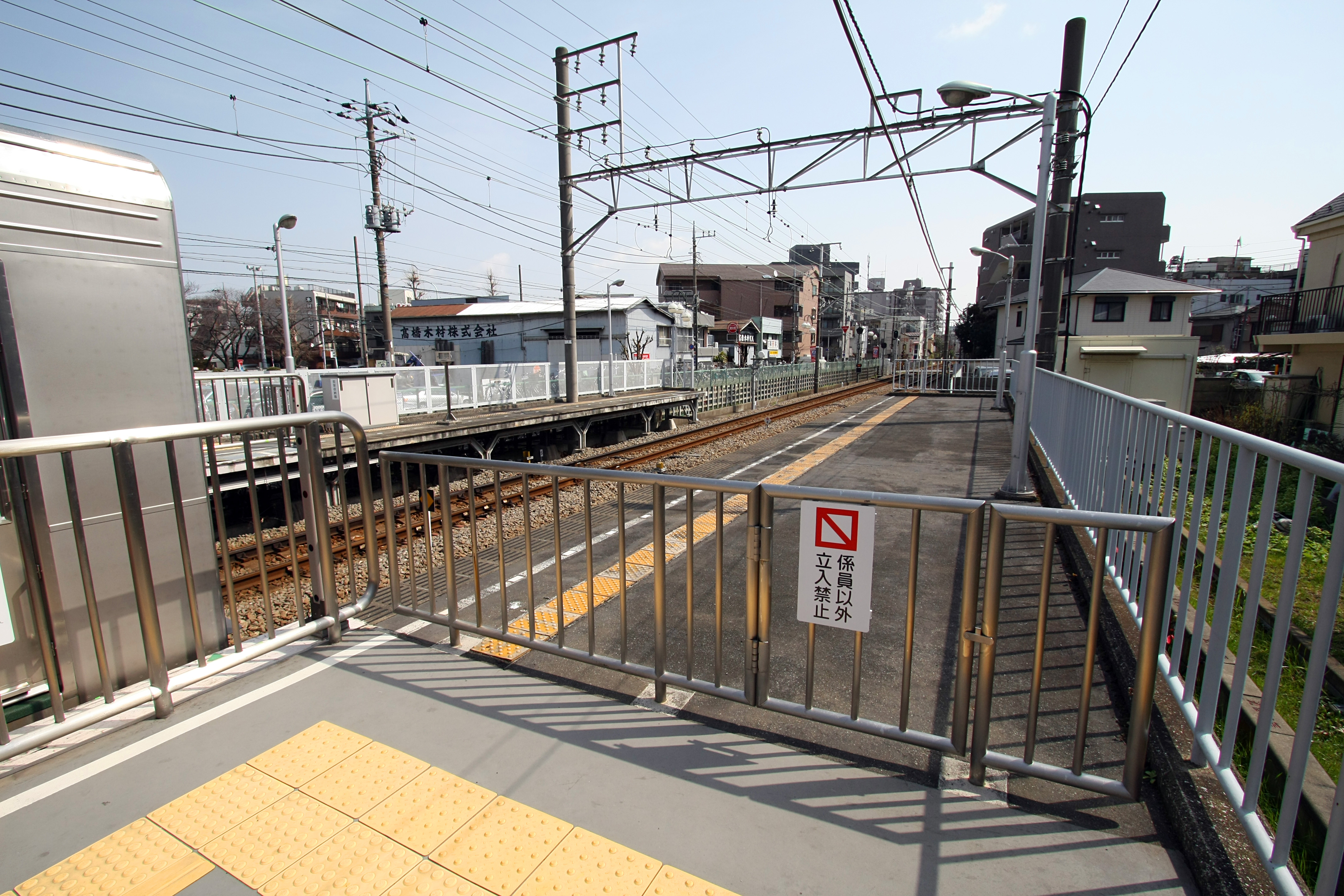
目蒲線時代に4両目が停止していた矢口渡駅のホーム部分。現在は立ち入り禁止になっている。

## 使用車両
池上線と共通運用になっている。2024年6月現在の使用車両は以下の通り。
- 1000系 - 3両編成6本（18両）
  - 2016年（平成28年）3月18日からは、1017Fがデハ3450形の旧東急標準ツートンカラーになり、同時につり革の木製化、行先・運番表示がフルカラーLED化、室内灯の電球色LEDなどがおこなわれ「きになる電車」として運行されている[6][7]。
また、2019年（令和元年）11月25日からは、1013Fが初代3000系風の「緑の電車」ラッピングになって運行されている[8][9]。
- 1000系1500番台 - 3両編成10本（30両）
  - 2024年 (令和6年) 6月23日からは、1522Fが「いけたまハッピートレイン」ラッピングとして運行している[10]。
- 7000系 - 3両編成15本（45両）
  - 5000系をベースとした池上線と共通の新型車両。2007年度は3両編成2本（計6両）を導入し、第1編成は2007年（平成19年）12月25日から池上線において営業運転を開始した[11] 。なお、東急多摩川線での営業運転は2008年（平成20年）1月9日からである[11]。当初は2011年度までに3両編成19本（計57両）を製造予定であった[12][13]が、その後の計画変更により1000系を改造して投入する方針としたことから、在籍車両数は予定増備数を下回っていた[14]。2017年より増備が再開されている。

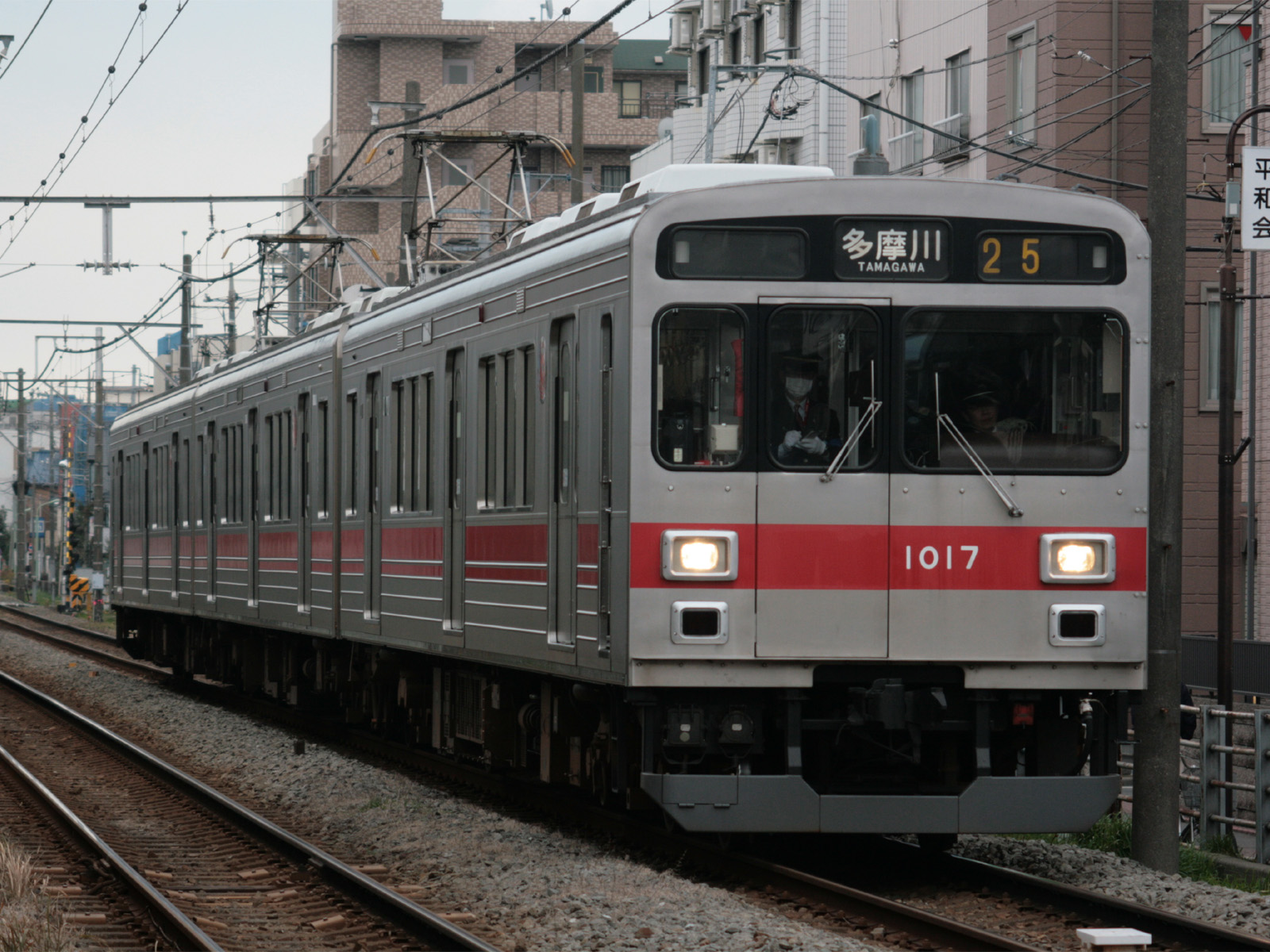
1000系
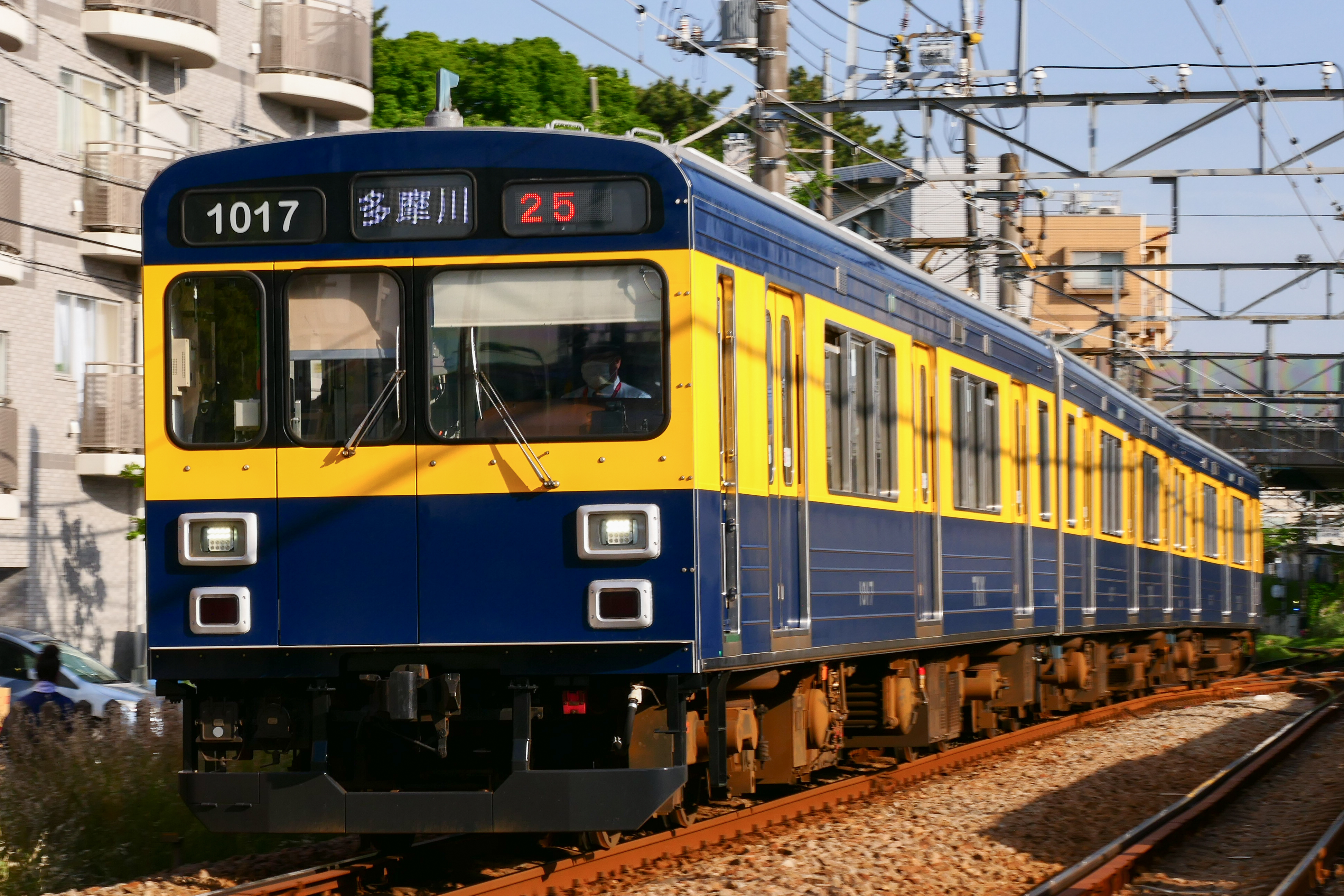
1000系「きになる電車」
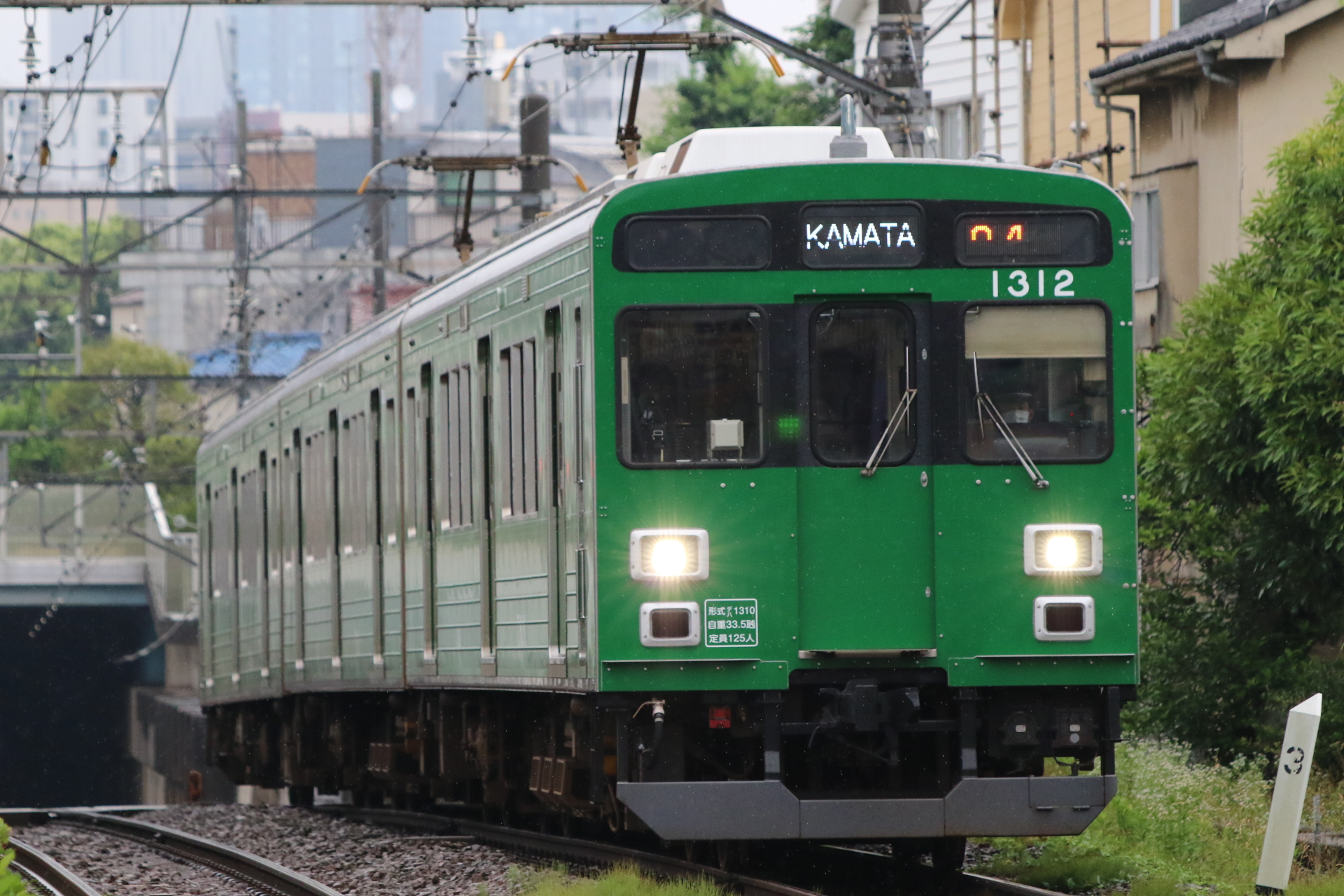
1000系「緑の電車」
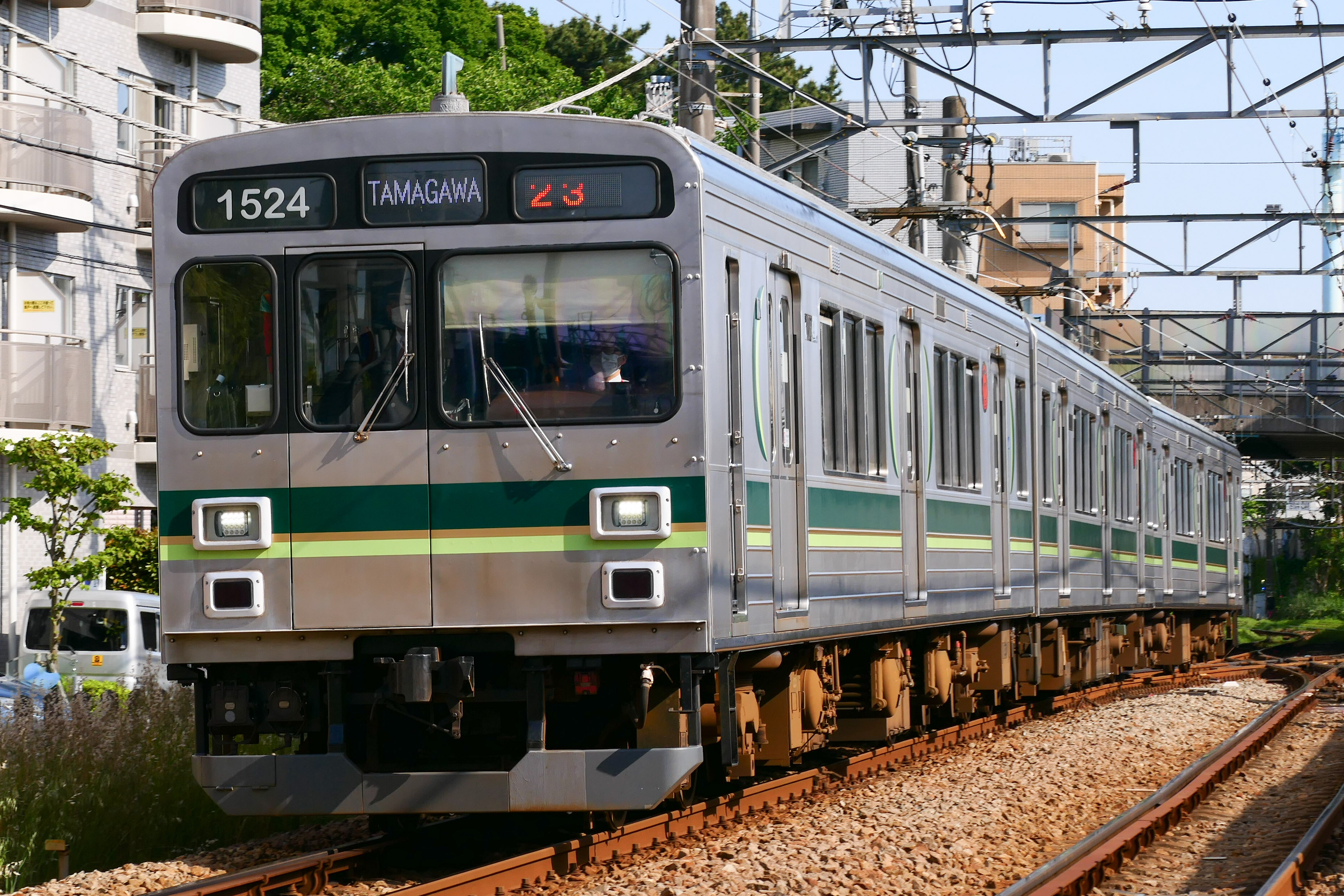
1000系1500番台
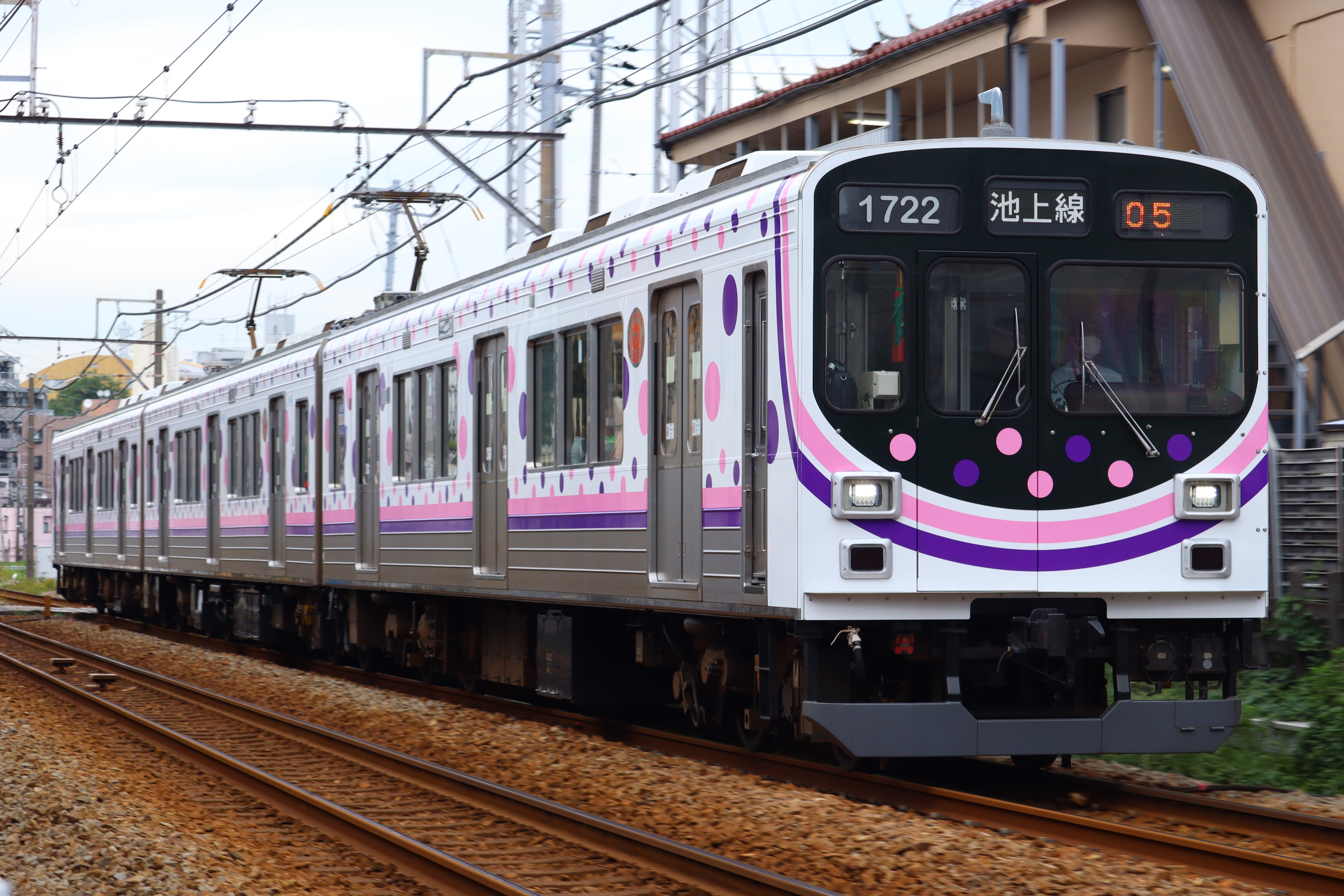
1000系1500番台 「いけたまハッピートレイン」
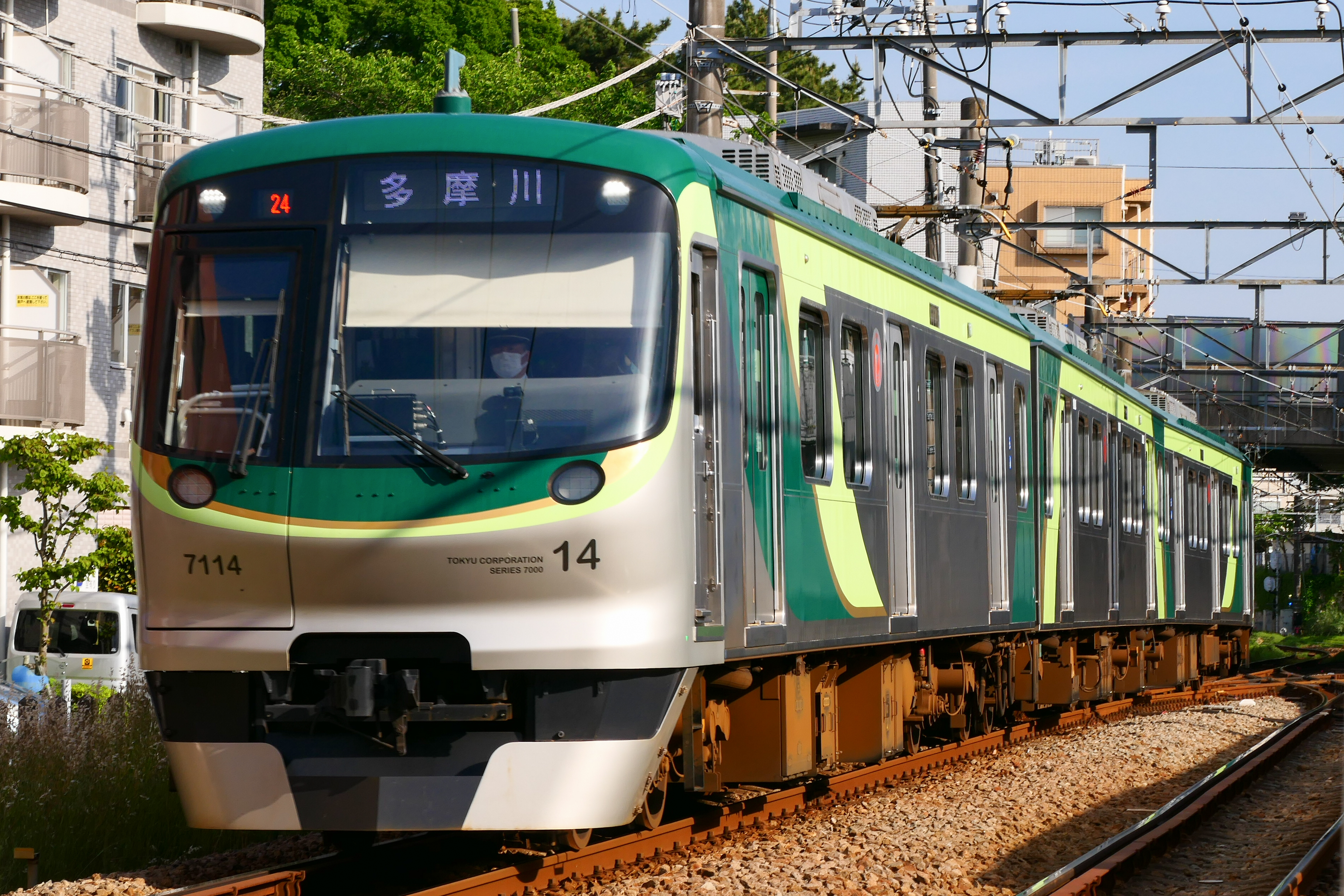
7000系

### 過去に運用された車両
- 7700系 - 2018年（平成30年）11月に運転を終了した。
- 7600系 - 2015年（平成27年）2月に運転を終了した。

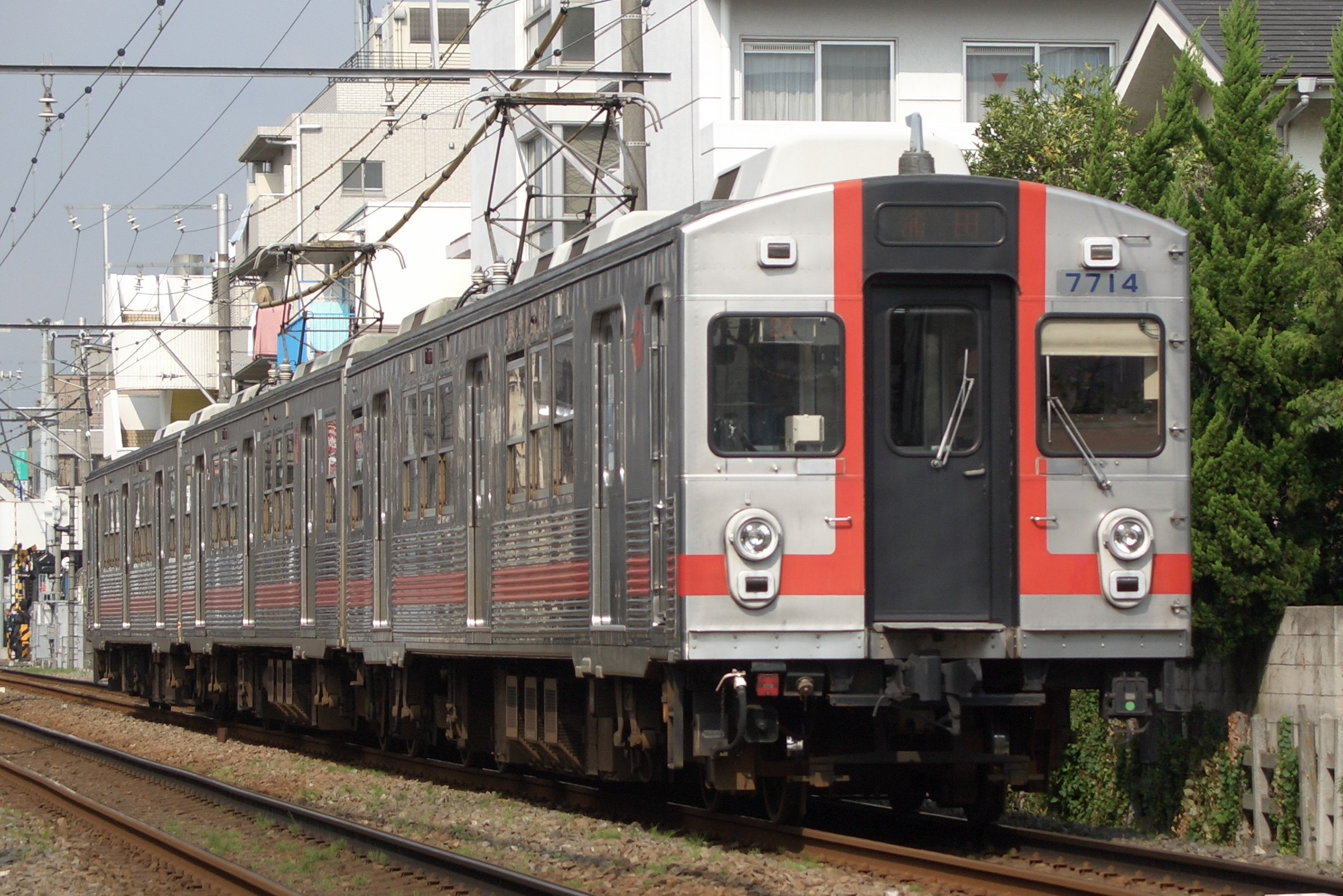
7700系
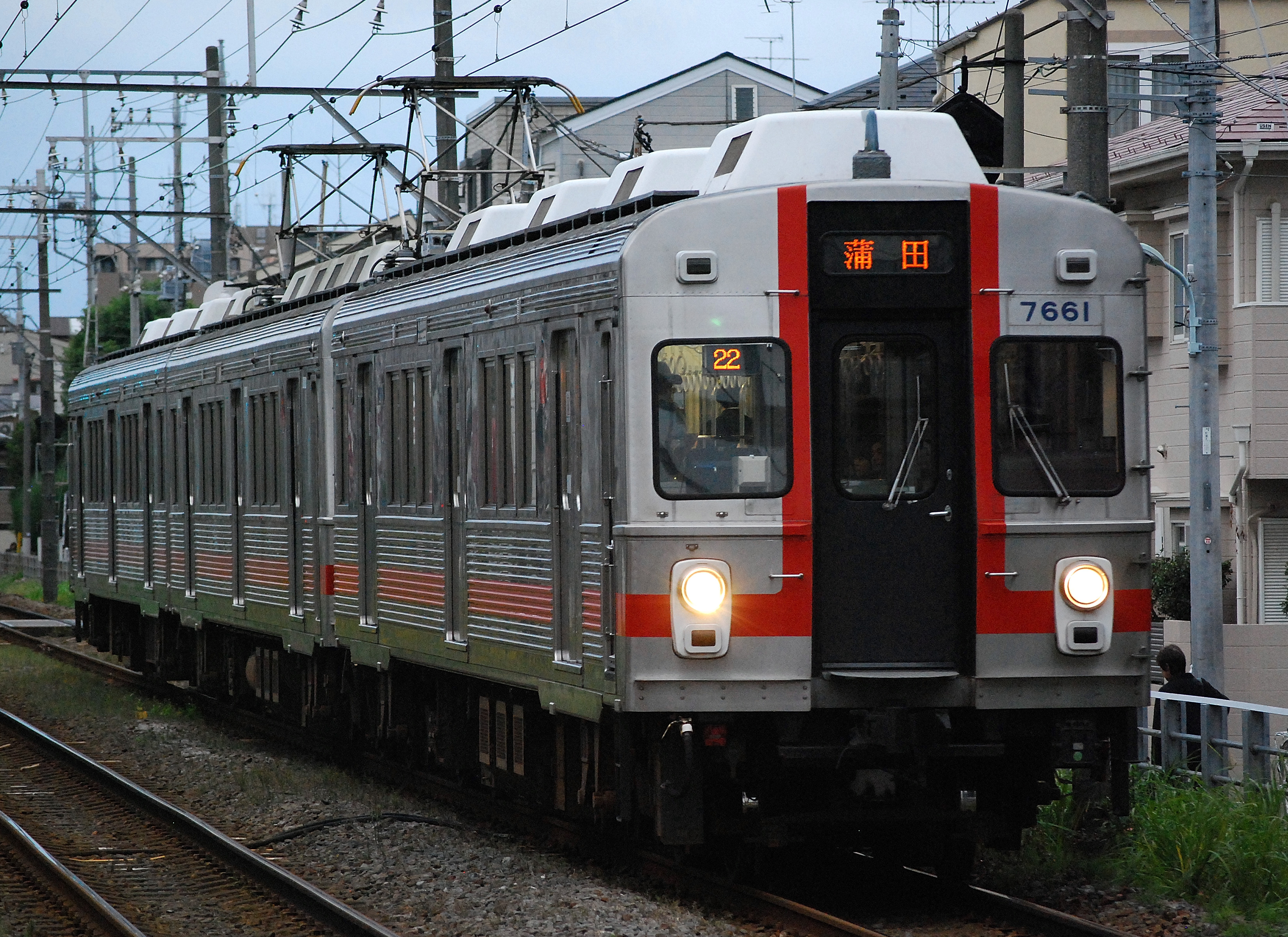
7600系

## 歴史
田園調布開発のために設立された目黒蒲田電鉄が最初に開業した路線の一部で、東急の発祥路線でもある。
※駅の新設・廃止・改称は多摩川 - 蒲田間の駅のみ記す。分割前は「東急目蒲線」も参照。
- 1923年（大正12年）
  - 3月11日 - 目黒線目黒 - 丸子（現在の沼部）間開業。
  - 10月 - 目黒不動前駅を不動前駅に改称。
  - 11月1日 - 丸子 - 蒲田間開業（全通）。目蒲線に改称。
- 1924年（大正13年）
  - 2月29日 - 鵜ノ木駅（現在の鵜の木駅）開業。
  - 4月1日 - 新田駅を武蔵新田駅に改称。
  - 5月2日 - 下丸子駅開業。
  - 6月1日 - 丸子駅を武蔵丸子駅に改称。
- 1925年（大正14年）10月12日 - 矢口（現在の矢口渡） - 蒲田間に本門寺道駅開業。
- 1926年（大正15年）1月1日 - 多摩川駅を丸子多摩川駅に、武蔵丸子駅を沼部駅に改称。
- 1930年（昭和5年）5月21日 - 矢口駅を矢口渡駅に改称。
- 1931年（昭和6年）1月1日 - 丸子多摩川駅を多摩川園前駅に改称。
- 1936年（昭和11年）1月1日 - 本門寺道駅を道塚駅に改称。
- 1945年（昭和20年）
  - 6月1日 - 矢口渡 - 道塚 - 蒲田間休止（1946年廃止）。
  - 8月14日 - 矢口渡 - 蒲田間の新線開業。
- 1955年（昭和30年）11月5日 - 架線電圧を600Vから1500Vに昇圧。
- 1966年（昭和41年）1月20日 - 鵜ノ木駅を鵜の木駅に改称。
- 1977年（昭和52年）12月16日- 多摩川園前駅を多摩川園駅に改称。
- 1989年（平成元年）3月18日 - 3両編成を4両編成化。なお、池上線は3両編成のまま。
- 2000年（平成12年）
  - 7月3日 - 多摩川園駅での系統分離に備え、一部列車が3両編成化となる[15]。
  - 8月6日 - 多摩川 - 蒲田間を分離し、東急多摩川線に改称。多摩川園駅を多摩川駅に改称。ワンマン運転開始。池上線との車両共通化で4両編成から3両編成となる。
- 2005年（平成17年）6月10日 - 日中の平均運転間隔を7分30秒から6分に短縮し増発を行う。
- 2007年（平成19年）11月3日 - 「古代から未来へ」をテーマに多摩川アートラインプロジェクト アートウィーク2007を開催（11日まで）。
- 2008年（平成20年）1月9日 - 7000系（2代）が東急多摩川線において営業運転開始[11]。

## 駅一覧
- 全駅東京都大田区内に所在。
- 駅番号は、2012年2月上旬から順次導入[16]。

| 駅番号 | 駅名       | 駅間キロ | 累計キロ | 接続路線                                                                         |
| ------ | ---------- | -------- | -------- | -------------------------------------------------------------------------------- |
| TM01   | 多摩川駅   | -        | 0.0      | 東急電鉄： 東横線 (TY09) ・ 目黒線 (MG09)                                        |
| TM02   | 沼部駅     | 0.9      | 0.9      |                                                                                  |
| TM03   | 鵜の木駅   | 1.1      | 2.0      |                                                                                  |
| TM04   | 下丸子駅   | 0.6      | 2.6      |                                                                                  |
| TM05   | 武蔵新田駅 | 0.8      | 3.4      |                                                                                  |
| TM06   | 矢口渡駅   | 0.9      | 4.3      |                                                                                  |
| TM07   | 蒲田駅     | 1.3      | 5.6      | 東急電鉄： 池上線 (IK15)（一部列車直通運転） 東日本旅客鉄道： 京浜東北線 (JK 17) |

## 多摩川アートラインプロジェクト
2007年11月3日から11日まで、「古代から未来へ 10分7駅多摩川線」をテーマに、東急多摩川線の全駅で「多摩川アートラインプロジェクト アートウィーク2007」が展開された。これは、この路線を未来の鉄道とイメージして浅葉克己を始めとする17名の有名アーティストが個性的なアートを繰り広げるものである。これに併せて、同月30日まで7700系7903Fが「レインボートレーン」として運転されていた。
2008年11月2日と3日には、7000系による貸切列車が東急多摩川線で運転され、車内で演劇が行われた。

## エイトライナー・蒲蒲線との関連
エイトライナー構想や蒲蒲線（新空港線）構想では、当路線も組み込まれている。これに関連して当路線の大幅改良工事が計画されており、現在18m車両4両編成対応を20m車両10両編成対応に拡大することが検討されている。

## 遺失物
東急多摩川線での遺失物は、多摩川 - 鵜の木間では目黒駅、下丸子 - 蒲田間では五反田駅に収集される。